# Сіоні (містечко)
Сіоні (груз. სიონი) — містечко (даба) в муніципалітеті  Душеті, Мцхета-Мтіанеті, Грузія.
Населення на 2014 рік — 371 особа.